# VT52

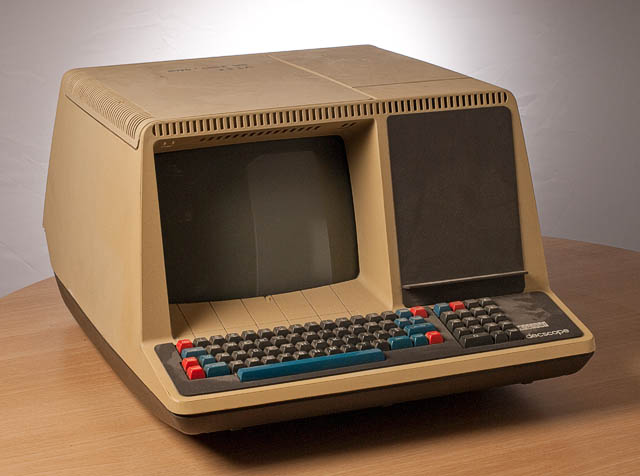
VT52

De VT50 is een CRT-gebaseerde computerterminal die in juli 1974 door Digital Equipment Corporation (DEC) werd geïntroduceerd. De terminal had een scherm van 12 rijen en 80 kolommen en kon alleen hoofdletters tonen. DEC-documentatie uit die tijd verwijst naar de terminals als de DECscope maar deze naam werd bijna nergens elders gebruikt.
De VT50 werd in september 1975 vervangen door de VT52, die een scherm van 24 rijen en 80 kolommen tekst bood en alle 95 ASCII-tekens ondersteunde, evenals 32 grafische tekens. DEC produceerde daarnaast nog een serie verbeterde VT52's met extra hardware voor verschillende toepassingen.
De VT52-serie werd in 1978 opgevolgd door de veel geavanceerdere VT100.